# Kápolnásnyék
Kápolnásnyék är en ort i Ungern.   Den ligger i provinsen Fejér, i den västra delen av landet, 40 km sydväst om huvudstaden Budapest. Kápolnásnyék ligger 114 meter över havet och antalet invånare är 3 224. Den ligger vid sjön Velencei-tó.
Terrängen runt Kápolnásnyék är huvudsakligen platt, men västerut är den kuperad. Runt Kápolnásnyék är det ganska tätbefolkat, med 116 invånare per kvadratkilometer. Närmaste större samhälle är Ercsi, 16,7 km öster om Kápolnásnyék. Trakten runt Kápolnásnyék består till största delen av jordbruksmark.